# عبد الله الخنين
عبد الله بن محمد بن سعد الخنين عضو هيئة كبار العلماء السعودية سابقاً، ولد في بلدة نعجان من بلدات محافظة الخرج بحوالي تسعين كيلو جنوبي مدينة الرياض من المملكة العربية السعودية عام 1376 هـ، درس الابتدائية في بلدته، ثم التحق بالمعهد العلمي بالدلم حيث درس فيه المرحلة المتوسطة والثانوية، ثم التحق بعدها بكلية الشريعة بالرياض وحصل منها على ليسانس في الشريعة عام  1398 هـ.

## عمله
اشتغل الخنين بالقضاء منذ تخرجه من كلية الشريعة عام 1398 هـ، حيث عمل ملازما قضائيا في المحكمة العامة بالرياض، ثم قاضيا في المحاكم العامة، ثم قاضيا في المحكمة العامة بمحافظة حوطة بني تميم منذ عام 1401 هـ، ثم قاضيا في المحكمة العامة بالرياض عام 1405 هـ، ثم قاضيا في محكمة التمييز بالرياض عام 1424 هـ حتى عام 1426 هـ، بعدها انتقل للإفتاء وعضوية هيئة كبار العلماء السعودية في الشهر الثالث من عام 1426 هـ، كما وعمل الخنين بالتدريس بالمعهد العالي للقضاء بجامعة الإمام محمد بن سعود الإسلامية بالرياض، وعمل خبيرا في مجال الفقه والقضاء الشرعي لدى جامعة الدول العربية  بترشيح من قبل وزارة العدل بالمملكة العربية السعودية، بالإضافة لإشرافه ومناقشته للعديد من الرسائل العلمية الماجستير والدكتوراه في عدد من الجامعات السعودية .

## مؤلفاته
للخنين مجموعة من المؤلفات بين قضائية وفقهية منها :
- تسبيب الأحكام القضائية في الشريعة الإسلامية.
- التحكيم في الشريعة الإسلامية التحكيم العام والتحكيم عند الشقاق الزوجي مع دراسة نظام التحكيم السعودي.
- المدخل إلى فقه المرافعات.
- توصيف الأقضية في الشريعة الإسلامية دراسة شرعية لأصول وفروع تنـزيل الأحكام الكلية على الوقائع القضائية والفتوية.
- المحقق الجنائي.
- الكاشف في شرح نظام المرافعات الشرعية السعودي.
- الوكالة على الخصومة وأحكامها المهنية في الفقه الإسلامي مع دراسة نظام المحاماة السعودي.
- الفتوى في الشريعة الإسلامية مقدمات عنها آدابها إعداد الحكم الكلي لها وقائعها تنزيل الحكم على وقائعها إصدارها آثارها.

## بحوثه المنشورة
- جهود القضاء السعودي في إنماء الفقه البيئي دراسة تطبيقية من خلال عرض بعض القضايا البيئية، بحث منشور في العدد السابع والعشرين من المجلة العربية للفقه والقضاء، وهي مجلة نصف سنوية علمية متخصصة تعنى بشؤون التشريع والقضاء، تصدر عن الأمانة العامة بجامعة الدول العربية.
- 2-  تدوين المرافعة القضائية في الشريعة الإسلامية، بحث منشور في العدد الثاني من مجلة العدل، تصدر عن وزارة العدل بالمملكة العربية السعودية.
- تسبيب قرار التحقيق في الجريمة، بحث منشور في العدد العاشر من مجلة العدل.
- الوكالة على الخصومة وأحكامها المهنيَّة في الفقه الإسلامي ونظام المحاماة السعودي، بحث منشور في العدد الخامس عشر من مجلة العدل.
- أدلة شرعية الأحكام وأدلة وقوعها، بحث في أصول الفقه منشور في العدد السابع والثلاثين من مجلة جامعة الإمام محمد بن سعود الإسلامية،  وهي مجلة فصلية علمية، تصدر عن جامعة الإمام محمد بن سعود الإسلامية بالمملكة العربية السعودية.
- المحكمة في القضاء الإسلامي والتنظيم القضائي السعودي، بحث منشور في العدد الثامن عشر من مجلة العدل.
- منهج اللوائح التنفيذية في النظم وتطبيقه في لوائح نظام المرافعات الشرعية السعودي، بحث منشور في العدد الثاني والعشرين من مجلة العدل.
- تنزيل الأحكام على الوقائع القضائية والفتوية في الفقه الإسلامي، بحث منشور في العدد الثامن والسبعين من مجلة البحوث الإسلامية الصادرة عن الرئاسة العامة البحوث العلمية والإفتاء.
- دعوى الولد على والده والتنفيذ عليه في الفقه الإسلاميّ، بحث منشور في العدد الحادي والثلاثين من مجلة العدل.
- الأصول الإجرائية لإثبات الأوقاف، نشر في منشورات ندوة الوقف والقضاء المنعقدة في الرياض عام عام 1426 هـ.
- الخلع بطلب الزوجة لعدم الوئام مع زوجها ’ من منشورات المجمع الفقهي الإسلامي لرابطة العالم الإسلامي بمكة المكرمة، الدورة الثامنة عشرة عام  1427 هـ.
- ضبط تصرفات نظار الأوقاف من قبل القضاء، من منشورات المؤتمر الثاني للأوقاف بالمملكة العربية السعودية المنعقد في جامعة أم القرى عام  1427 هـ.